# رباعیات ابوسعید ابوالخیر
رباعیات ابوسعید ابوالخیر مجموعه شعرهای ابوسعید ابوالخیر در قالب رباعی است که در سده‌های چهارم و پنجم هجری به زبان فارسی و عربی سروده شده‌است و عمدتاً بیانگر دیدگاه‌های فلسفی و صوفیانه و عارفانهٔ ابوسعید است. تعدادی ازین رباعی‌ها به مناسبت‌های خاص سروده شده و صحت انتساب بعضی از رباعی‌ها نیز مورد اختلاف است. هرمان اته، خاورشناس آلمانی ابوسعید را یکی از مبتکرین قالب رباعی در زبان فارسی دانسته‌است.

## نمونه رباعیات
| شاها ز کرم بر من درویش نگر |  | در من منگر در کرم خویش نگر |
| هر چند نیم لایق بخشایش تو  |  | بر حال من خستهٔ دلریش نگر   |

| در دل دردیست از تو پنهان که مپرس |  | تنگ آمده چندان دلم از جان که مپرس |
| با این همه حال و در چنین تنگدلی  |  | جا کرده محبت تو چندانکه مپرس      |

| سر رشته دولت ای برادر به کف آر   |  | وین عمر گرامی به خسارت مگذار |
| دایم همه جا با همه کس در همه کار |  | میدار نهفته چشم دل جانب یار  |